# Torrell Martin
Torrell Jerod Martin (Columbia, 13 febbraio 1985) è un ex cestista statunitense.